# ボリス・ペトロヴィッチ
ボリス・ペトロヴィッチ＝ニェゴシュ（Борис Петровић Његош, 1980年1月21日 - ）は、旧モンテネグロ王家の子孫。現在のモンテネグロ王家家長ニコラ2世の一人息子で、その推定相続人。2001年よりグラホヴォ＝ゼータ大公（Кнез и Велики Војвода од Грахова и Зета）の儀礼称号で呼ばれている。

## 略歴
ニコラ2世とそのフランス人の妻フランシーヌ・ナヴァロ（Francine Navarro, 1950年 - 2008年）の間の第2子、長男として生まれた。パリの国立装飾美術高等学校（l'École nationale supérieure des Arts décoratifs）でタイポグラフィを専攻し、2005年に同校を卒業した。2007年5月12日、ポルトガル生まれの建築家のヴェロニク・アイヨ・カナス・ダ・シルバ（Véronique Haillot Canas da Silva, 1976年 - ）と結婚した。夫妻の間には一人娘のミレナ（2008年 - ）が生まれている。